# Zavrh (Brod Moravice)
Zavrh je naselje u Hrvatskoj u općini Brod Moravice. Nalazi se u Primorsko-goranskoj županiji.

## Zemljopis
Jugozapadno su Nove Hiže, zapadno su Naglići i Završje, sjeverozapadno su Colnari, sjeveroistočno su Gornja Lamana Draga, Grgelj i rijeka Kupa, južno je Šimatovo, jugoistočno je Gornji Šehovac.

## Stanovništvo
| broj stanovnika | 68    | 52    | 52    | 62    | 53    | 52    | 46    | 45    | 35    | 31    | 28    | 23    | 16    | 5     | 1     |       | 1     |
|                 | 1857. | 1869. | 1880. | 1890. | 1900. | 1910. | 1921. | 1931. | 1948. | 1953. | 1961. | 1971. | 1981. | 1991. | 2001. | 2011. | 2021. |